# Le petit nègre

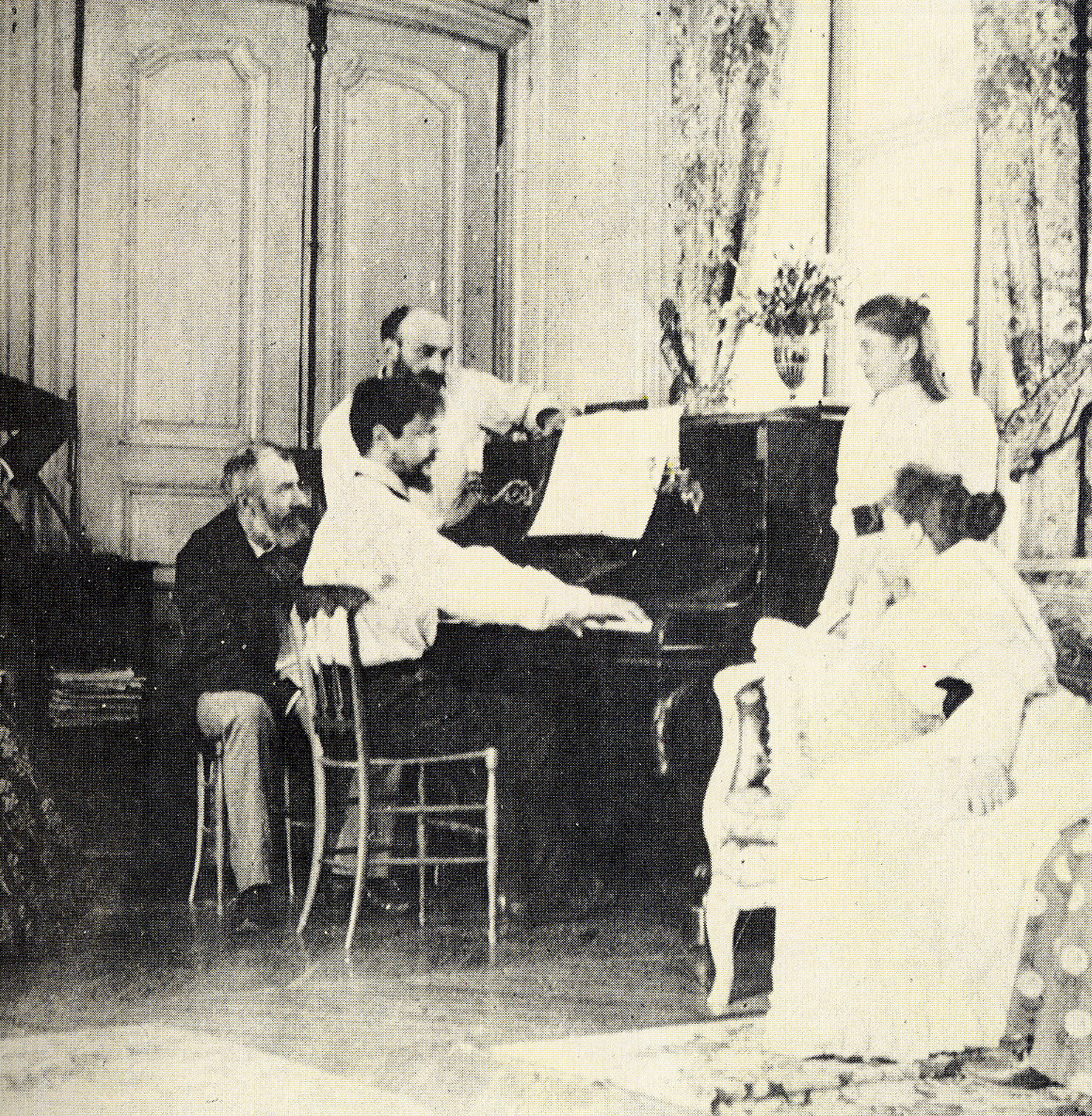
Claude Debussy am Klavier, im Hause von Ernest Chausson, 1893

Le petit nègre (Der kleine Neger, auch englisch The Little Negro) ist ein bekanntes  Klavierstück des französischen Komponisten Claude Debussy  (1862–1918). Er komponierte es 1909 unter dem Titel The Little Nigar für eine Klavierschule und veröffentlichte es im selben Jahr. Später wurde es auch einzeln veröffentlicht. In jüngerer Zeit wird das Stück unter dem diskriminierungsfreien Namen Le petit noir oder The Little Black geführt.

## Geschichte
Le petit nègre ist ein spätes Gelegenheitswerk Debussys. Er komponierte es 1909 für eine Klavierschule von Théodore Lack und gab es im Musikverlag A. Leduc heraus. Das Stück, in der Tonart C-Dur geschrieben, ist von der US-amerikanischen Minstrelsy beeinflusst. Dies war im 19. Jahrhundert eine Showform, bei der sich Weiße als Schwarze verkleideten und das (weiße) Publikum mit Songs, oft im Ragtime-Rhythmus, Tänzen wie beispielsweise dem Cakewalk und Comedy-Darbietungen unterhielten. Auch Le petit nègre beginnt als Ragtime, ähnlich wie Golliwogg’s Cakewalk aus Debussys Klavierzyklus Children’s Corner, das zudem noch eine Parodie von Richard Wagners Tristan und Isolde enthält. Ein lyrischer Mittelteil, mit einer zur Pentatonik tendierenden Melodie, mit espressivo und pianissimo überschrieben, führt nach einem Crescendo zum lebhaften Anfangsteil zurück.
Debussy verwendete das Thema des Stücks auch in seinem Kinderballett La boîte à joujoux von 1913, wo es von der Piccoloflöte eingeführt wird und einen englischen Soldaten charakterisiert. Die Klavierversion von Le petit nègre ist zudem in unterschiedlichen Versionen instrumentiert worden.